# Xanthorhoe septentrionalis
Xanthorhoe septentrionalis là một loài bướm đêm trong họ Geometridae.